# Royal Caledonian Curling Club

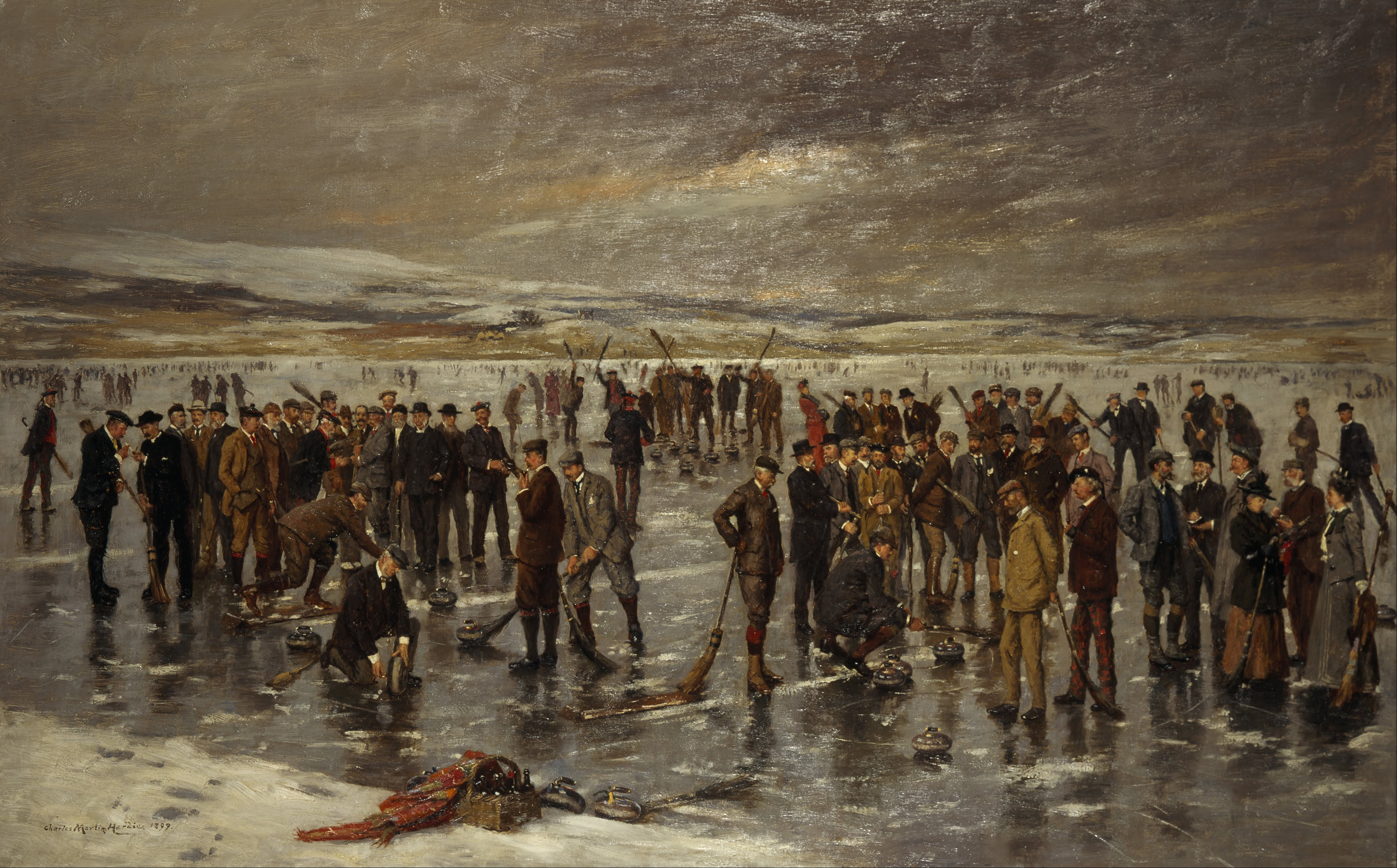
Curling at Carsebreck av Charles Martin Hardie. Beställd av RCCC 1899 för att fira klubbens 75-årsjubileum. Målningen finns nu i National Gallery of Scotlands samlingar.

Royal Caledonian Curling Club (RCCC), kallad Scottish Curling, är en curlingklubb i Edinburgh i Skottland. Den utvecklade de första officiella reglerna för sporten och är det styrande organet för curling i Skottland. RCCC grundades den 25 juli 1838 i Edinburgh och beviljades sin kungliga stadga av drottning Victoria 1843, efter att hon hade sett en demonstration av sporten som spelades på Scone Palaces polerade balsalgolv föregående år.
Klubbens mål är "Att förena curlare över hela världen till ett Brotherhood of the Rink", och den har filialer och anslutna föreningar och klubbar i Österrike, Belgien, Kanada, Danmark, England, Finland, Frankrike, Tyskland, Nederländerna, Irland, Italien, Japan, Luxemburg, Nya Zeeland, Norge, Sydafrika, Spanien, Schweiz, USA och Wales.

## World Curling Federation
World Curling Federation (WCF), det styrande organet för internationell curling, uppstod som en kommitté (bildad i Perth, Skottland i mars 1965) av Royal Caledonian Curling Club, och blev en oberoende organisation 1982. WCF erkänner officiellt Royal Caledonian Curling Club, som Curlingens moderklubb.